# سلفاية
سلفاية هي قرية لبنانية من قرى قضاء عاليه في محافظة جبل لبنان.